# Muffin
Een muffin is een licht gezoet klein broodje of cakeje, al dan niet in een papieren vormpje. Muffins bevatten doorgaans geen boter, maar olie. 
Ze bestaan in vele variaties, onder andere met fruit, bessen en chocolade, en worden soms versierd met glazuur. Er bestaan ook hartige varianten, waarbij geen suiker aan het deeg is toegevoegd, en die soms gevuld worden, met bijvoorbeeld groente.
Muffins worden gegeten bij het ontbijt of bij de thee, maar ook als tussendoortje. 
De muffin is oorspronkelijk afkomstig uit de Verenigde Staten. Engelse  muffins lijken meer op brood en zijn gemaakt met gist. . 

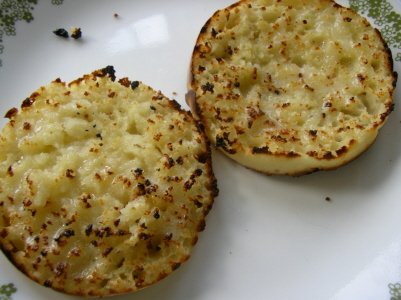
Engelse muffin